# Gjutstål

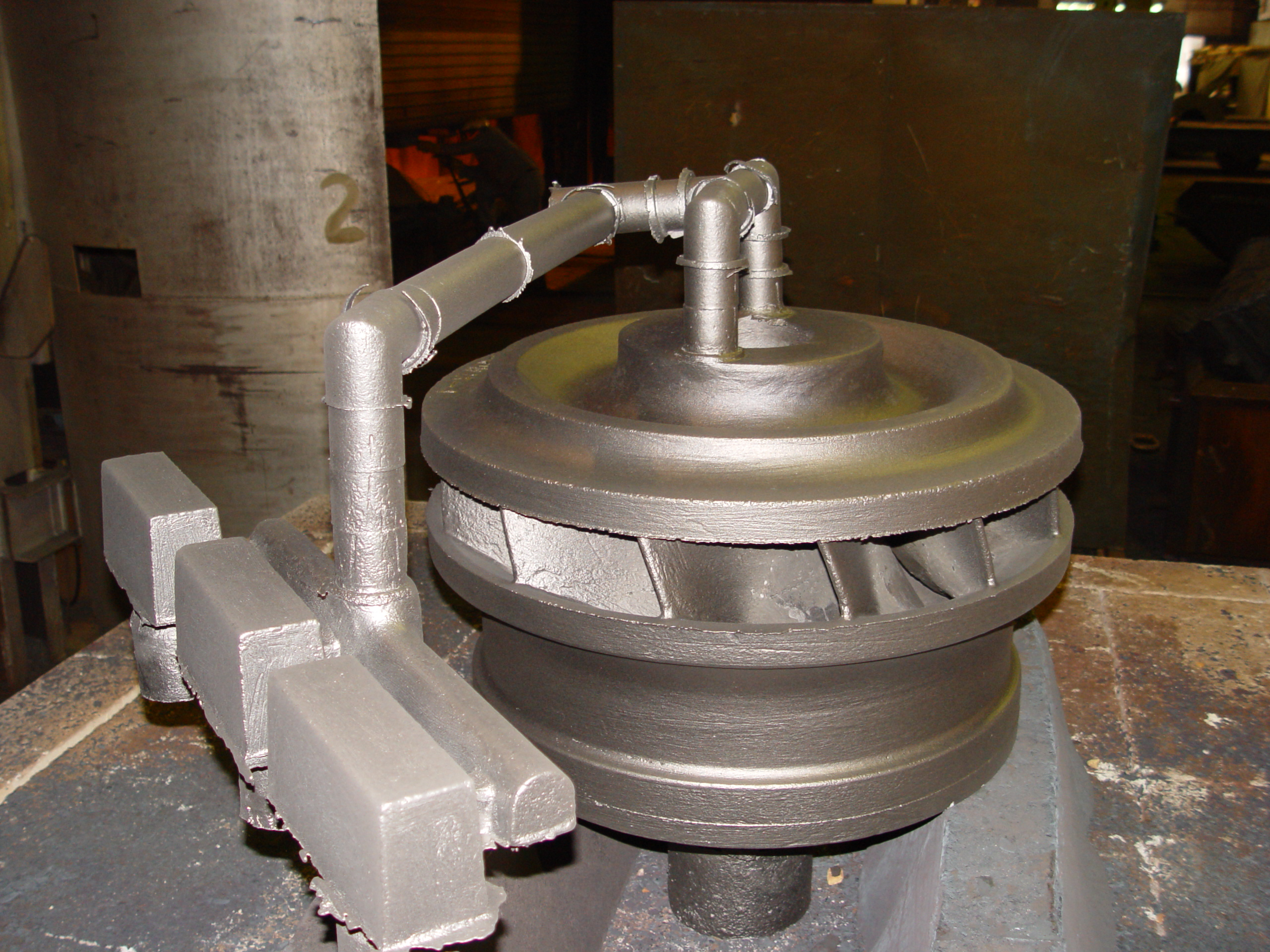
Gjuten impeller för vattenturbin.

Gjutstål är stål som produceras med gjutning gentemot valsning eller smide och används för tillverkning av stålgjutgods. De flesta ståltyper (olegerade, låglegerade och höglegerade) kan gjutas, ibland efter viss modifiering av sammansättningen, bland annat genom att höja kiselhalten för att öka flytbarheten.
Det är svårare att gjuta gjutstål än gjutjärn på grund av den högre smälttemperaturen (som ökar kraven på materialet gjutformen är tillverkad av) och större krympning, vilket kompenseras genom matare för att sugningar skall undvikas. För att förfina den grova gjutstrukturen hos stålgjutgods högtemperaturglödgas det. Stålgjutgodset kan sedan värmebehandlas på samma sätt som valsat och smitt stål. Hållfasthet och övriga egenskaper är nästan desamma hos gjutstål som hos annat stål. Stålgjutgods används för tillverkning av bland annat turbinskovlar, järnvägsmateriel, fartygsstävar, armatur och slitdelar hos krossar och grävmaskiner.

## Gjutpansar
Gjutpansar är stålpansar som gjutits. Dess främsta fördel jämte valsat pansar är möjligheten att gjuta pansaret i större delar med angiven form och därmed undkomma antalet svetsfogar som annars skulle behövts för formen om konstruerat av valsade pansarplattor. Svetsfogar agerar svagpunkter i pansaret eftersom de löper risk att spricka vid anslag från kinetiska pansarprojektiler.
Gjutpansar används bland annat till pansarfordon och värntorn med mera.

### Gjuttorn och gjutskrov

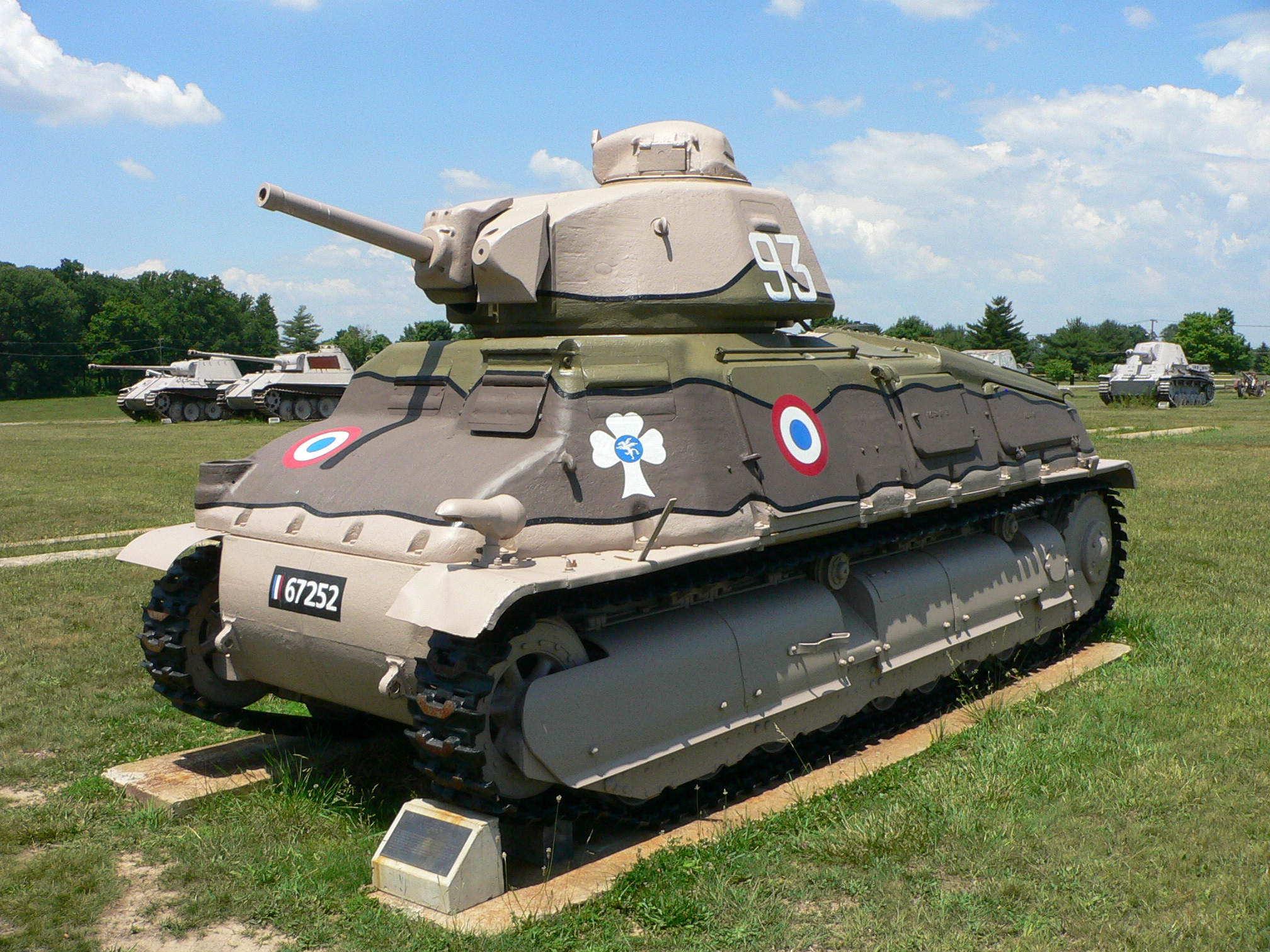
SOMUA S-35 med både gjuttorn och hopbultat gjutskrov (4 delar).

Gjutpansar till pansarfordon började först dyna under 1930-talet. Ett tidigt land att producera pansarfordon med gjutpansar var Frankrike. De var tidiga att producera stridsvagnar med gjutet kanontorn, såsom för Char B1 och Char D1. En av de första vagnarna att helt utnyttja ett skrov med gjutpansar var den franska vagnen SOMUA S-35 från 1936, vars skrov bestod av fyra gjutna hopbultade delar: två delar för chassiet, ett för tornlagringen och ett för motordäcket.
Under början av andra världskriget låg USA efter i kapprustningen och avsatte resurser att utveckla nya bättre stridsvagnar. De nya vagnarna: M3 Lee och M4 Sherman, avsågs ha gjuttorn och om möjligt gjutskrov. Helgjutet övre skrov provades på en Sherman-vagn 1941, vilket sedermera blev M4A1.
Den första stridsvagnen med ett helgjutet skrov var den australiensiska vagnen AC1 Sentinel från 1941, landets första inhemska vagn. Australien hade ingen tidigare erfarenhet av stridsvagnsproduktion, varvid vagnen är relativt unik. Under framtagningen föreslogs att vagnens pansar kunde gjutas och när inga starka skäl mot detta fanns gick man vidare med att gjuta vagnen helt. Då landet saknade Nickel hade man sedan tidigare utvecklat stållegeringar för vapenproduktion utan Nickel, vilket användes för att utveckla stålkompositionen till AC1:s gjutpansar. Medan gjuttekniken utvecklades tillverkades den första prototypen, ”Sentinel E-1”, av 6 gjutna skrovdelar. Följande produktion använde helgjutna skrov.
Under början av andra världskriget började Sovjetunionen experimentera med gjuttorn till sina stridsvagnar, vilket sedermera blev en standard som levde kvar till landets kollaps. En av de första vagnarna att förses med gjuttorn var KV-1 från omkring 1942.

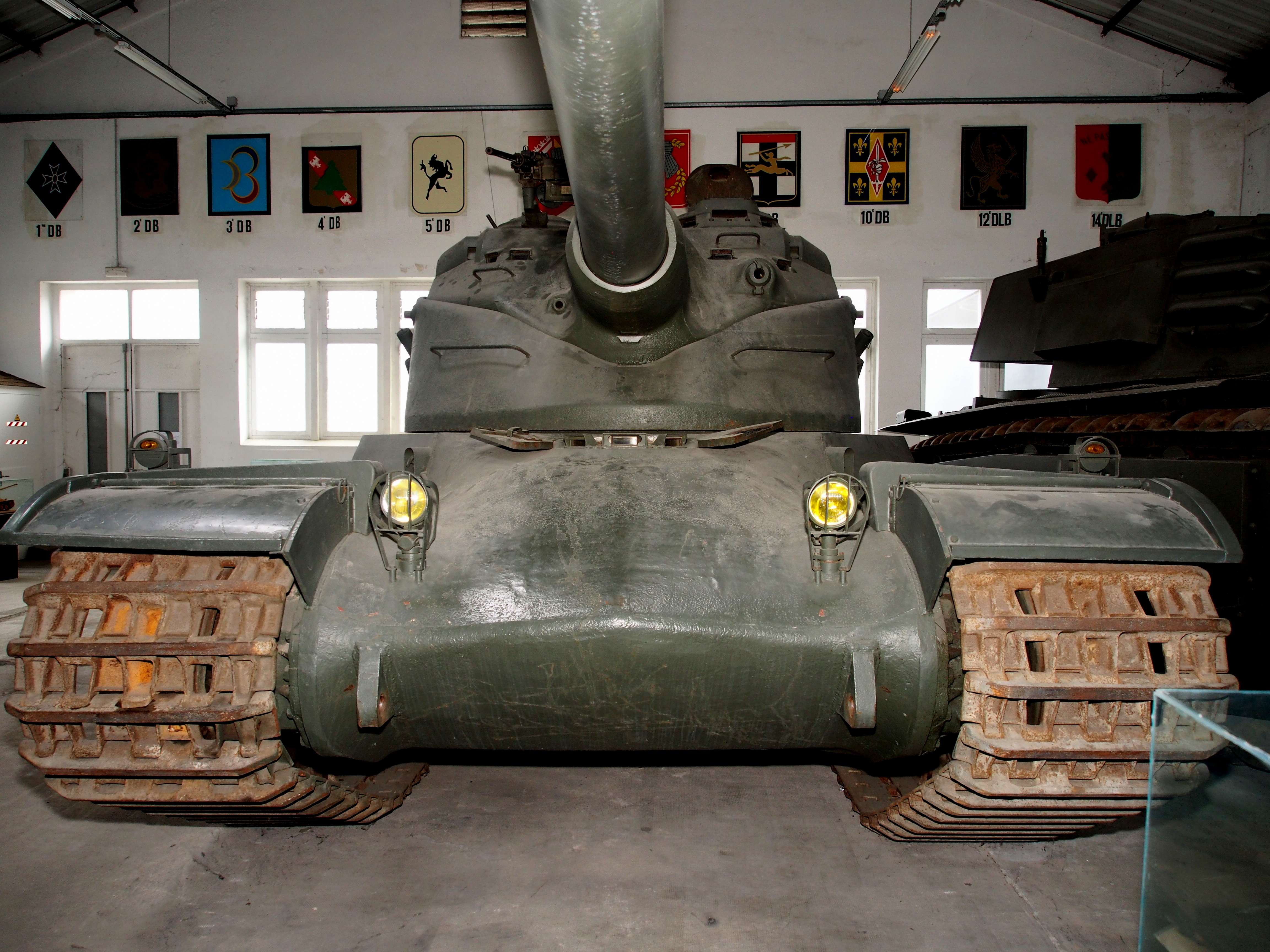
AMX-50 Surbaissé med både gjuttorn och gjutskrov (gjuten gäddnos).

Efter kriget kom flera länder att utveckla pansarfordon med gjutskrov och gjuttorn, däribland USA som använde tekniken för bland annat M48 Patton och M103 heavy tank. Andra nämnvärda exempel är franska AMX-50 Surbaissé, schweiziska Panzer 58, Brittiska FV4201 Chieftain med mera.